# Joachim Ehlers

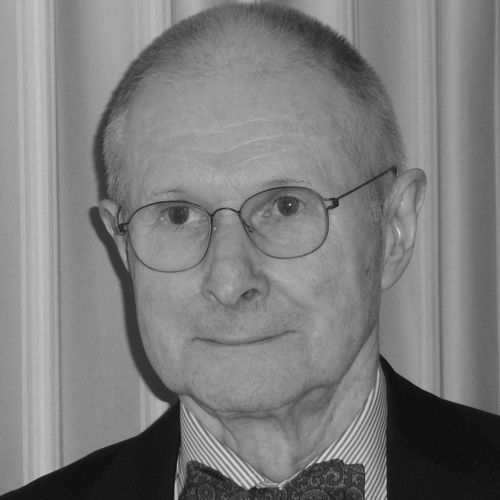
Joachim Ehlers, Foto von seinem Sohn Caspar Ehlers, 2013

Joachim Ehlers (* 31. Mai 1936 in Leipzig) ist ein deutscher Historiker, der die Geschichte des frühen und hohen Mittelalters erforscht.
Nach einer Professur für Geschichte des Mittelalters an der Universität Frankfurt am Main bekleidete er Lehrstühle für Geschichte des Mittelalters an der Technischen Universität Braunschweig (1980–1989) und der Freien Universität Berlin (1989–2001). Ehlers ist ausgewiesener Experte für Heinrich den Löwen, Hugo von St. Viktor und das westeuropäische Mittelalter. Er hat wiederholt Fragen nach dem Zusammenhang zwischen der Entstehung eines Zusammengehörigkeitsgefühls in mittelalterlichen Königreichen und den Anfängen eines nationalen Selbstverständnisses untersucht und damit die Forschung zur Frühgeschichte europäischer Nationalstaaten entscheidend mitgeprägt. Seine Forschungen lassen das „Volk“ nicht mehr als Voraussetzung, sondern als Ergebnis der Nationsbildung erscheinen. Ehlers hat dadurch wesentlich zur Rationalisierung der Nationenforschung beigetragen.

## Leben
Joachim Ehlers wuchs als Sohn des Landwirts und Wehrmachtsbeamten Walter Ehlers und dessen Ehefrau Hildegard Ehlers, geborene Hoffmann, in seiner Geburtsstadt Leipzig auf. Er legte 1957 das Abitur am Alten Gymnasium in Oldenburg ab und studierte anschließend von Sommersemester 1957 bis Wintersemester 1963/1964 an der Universität Hamburg Geschichte, Philosophie und Germanistik. Ehlers wurde 1964 am dortigen Historischen Seminar mit einer von Walther Lammers und Otto Brunner betreuten Arbeit zur Wehrverfassung der Stadt Hamburg im 17. und 18. Jahrhundert zum Doktor der Philosophie promoviert. Im Jahr 1964 war er Assistent des Rektors der Universität Hamburg zur Koordination des wissenschaftlichen Betreuungsprogramms der Hamburger Studentenwohnheime. An der Goethe-Universität Frankfurt am Main war er von 1964 bis 1971 Wissenschaftlicher Assistent bei Lammers. Dort habilitierte er sich 1972 mit einer Arbeit über Hugo von St. Viktor und wurde im selben Jahr zum Professor (C 2) ernannt. Es folgte ein Lehrstuhl für Mittelalterliche Geschichte an der Technischen Universität Braunschweig, den er von 1980 bis 1989 innehatte. Von 1989 bis zu seiner Pensionierung im Jahr 2001 lehrte Ehlers als Professor für Geschichte des Mittelalters an der Freien Universität Berlin. Er war dort 1994/1995 Dekan des Fachbereichs Geschichtswissenschaften. Bedeutende akademische Schüler von Ehlers sind Martin Kintzinger, Ekkehart Rotter und Bernd Schneidmüller.
Ehlers ist Mitglied der Frankfurter Historischen Kommission (seit 1974), der Braunschweigischen Wissenschaftlichen Gesellschaft (seit 1983), der Historischen Kommission für Niedersachsen und Bremen (seit 1986) und des Konstanzer Arbeitskreises für mittelalterliche Geschichte (seit 1995). Er wurde 1997 Mitglied des wissenschaftlichen Beirates des Deutschen Historischen Instituts in Paris.
Joachim Ehlers war evangelisch und seit 1963 mit Barbara Ehlers, geborene Budde, verheiratet. Seine Frau starb 2015. Sein 1964 in Hamburg geborener Sohn Caspar Ehlers ist ebenfalls Historiker mit dem Schwerpunkt Mittelalter.

## Forschungsschwerpunkte
Ehlers’ Forschungsschwerpunkte sind die Nationenbildung, die mittelalterliche Geschichte Frankreichs und Sachsens sowie Braunschweig und die Welfen mit einem Schwerpunkt auf Heinrich dem Löwen. Von 1966 bis 2013 legte er über 150 Veröffentlichungen vor. Seine Dissertation widmete sich noch der hamburgischen Geschichte der Frühen Neuzeit. In dieser Studie wollte er die „Möglichkeiten und Grenzen der Bildung bewaffneter Gruppen“ nicht isoliert, sondern in Beziehung zu der jeweiligen Verfassungsstruktur behandeln. So untersuchte er die Bürgerwache und ihr Führungskollegium, die Bürgerkapitäne, nicht nur als militärischen Faktor, sondern berücksichtigte auch ihre Rolle im Verfassungs- und Verwaltungsleben der Stadt. Mit diesem Ansatz ging er weit über die früheren Arbeiten von Cipriano Francisco Gaedechens über das hamburgische Militär bis 1811 und Hamburgs Bürgerbewaffnung hinaus. In seiner Habilitation wählte er hingegen die Geschichtsschreibung im Hochmittelalter zum Untersuchungsgegenstand. In Deutschland haben nur wenige Historiker Thema und Epoche von der Dissertation zur Habilitation so grundlegend geändert. Schneidmüller und Kintzinger gaben 19 von Ehlers zwischen 1972 und 1992 veröffentlichte Aufsätze 1996 in einem Sammelband heraus.

### Forschungen zum mittelalterlichen Westeuropa
Nach der Habilitationsschrift über Hugo von St. Viktor veröffentlichte Ehlers zahlreiche Studien zum französischen Früh- und Hochmittelalter. Im Jahr 1985 steuerte er die Abschnitte für das Hoch- und Spätmittelalter von 987 bis 1498 zum Frankreich-Ploetz bei. Nach über zwei Jahrzehnten Forschungstätigkeit zum mittelalterlichen Frankreich legte er 1987 eine Darstellung zur Geschichte Frankreichs im Mittelalter vor, die er in zehn Kapiteln vom ausgehenden 9. Jahrhundert bis zur Heirat des französischen Königs Karl VIII. mit Anne von Bretagne (1491) schildert. Sein Ziel ist es, „Grundlagen für die Beurteilung des mittelalterlichen Frankreich unter dem Gesichtspunkt seiner besonderen Lebensbedingungen [zu] liefern“. Das Werk will „weder Handbuch noch theoretische Reflexion ersetzen, sondern sich auf halber Höhe zwischen Einzelforschung und Komparatistik“ bewegen. Ehlers stellt dabei die Entstehung des französischen Staates und der französischen Nation in den Mittelpunkt. Im Einzelnen befasst er sich mit dem Königtum und Fürstentum im Kampf um die Francia (898–987), dem Aufstieg der Kapetinger (987–1108), der Konsolidierung (1108–1180), den Wegen zur Großmacht (1180–1270), dem geordneten Reich (1270–1328), den Anfängen der Valois (1328–1364), Krieg und Krise in den Jahren 1364–1414, Burgund (1361–1420), dem „König von Bourges“ (1422–1453) und der Monarchie als Staat (1453–1483), wobei er gesellschaftliche, kulturelle und ökonomische Aspekte berücksichtigt. Die Kapetinger „schufen gemeinsam mit ihrem geistlichen und weltlichen Anhang ein Milieu, in dem Königsnähe, politische Theologie, historische Kontinuität und die besondere Würde Frankreichs zu einem frühen Nationalbewußtsein verfestigt wurden, das an die Monarchie gebunden bleiben mußte“. Diese Synthese hatte bis in das Spätmittelalter Gültigkeit. Das Buch war die erste deutschsprachige Darstellung der Geschichte des französischen Mittelalters als eigenständiges Buch und gilt bis heute als Standardwerk. Im Jahr 2009 erschien es in einer überarbeiteten Neuauflage.
Mit Bernd Schneidmüller und Heribert Müller gab Ehlers 1996 einen Sammelband über die französischen Könige des Mittelalters heraus. Das Werk enthält 25 Herrscherbiographien von Odo bis Karl VIII. in der Zeit von 888 bis 1498. In der Einleitung skizzieren die Herausgeber die Entwicklung des Landes von bescheidenen Anfängen hin „zum Königsstaat und schließlich zur Königsnation von unverwechselbarem Profil weit über das Mittelalter hinaus“. Die Beiträge wurden von ausschließlich deutschsprachigen Kennern verfasst. Dabei betreute Ehlers den Teil zum Hochmittelalter (1108–1328). Er verfasste für den Sammelband die Beiträge zu den französischen Königen Ludwig VII. und Philipp II.
Im Jahr 2000 legte er die erste deutschsprachige Darstellung der Geschichte des kapetingischen Königtums vor. Sie ist in acht Kapitel gegliedert, beginnt mit den Robertinern des 9. Jahrhunderts und endet 1328 mit dem Herrschaftsantritt Philipps VI., des ersten Königs aus der Linie der Valois. Ehlers vertritt die These vom kulturellen West-Ost-Gefälle zwischen westfränkisch-französischem und ostfränkisch-deutschem Reich. In seiner Darstellung arbeitet er die Bemühungen der Kapetinger um die ideellen Grundlagen ihres Königtums heraus und behandelt ihr Verhältnis zur Kurie und die Verwaltung von Krondomäne und Reich. Bei seinem verfassungs- und institutionengeschichtlichen Zugriff treten personenbezogene Aspekte jedoch in den Hintergrund. Als Höhepunkt gilt ihm die Herrschaft Ludwigs des Heiligen. Ihm bescheinigt Ehlers eine „erstrebte Synthese von Recht, innerem Frieden, effizienter und deshalb oftmals harter Verwaltung, Kriegsbereitschaft, sakralisiertem Königtum und persönlicher Lebensführung nach dem Muster der Zisterzienser und Mendikanten“.
Ehlers organisierte 1999 zwei Tagungen des Konstanzer Arbeitskreises für mittelalterliche Geschichte auf der Insel Reichenau mit dem Thema Deutschland und der Westen Europas im Mittelalter. Dabei geht es um den „Akkulturationsprozeß“, der „das mittelalterliche Europa hervorgebracht hat“. Damit ist die „Ausweitung des lateinischen Westens in unterschiedlichen Stadien, mit wechselnder Intensität und […] ohne nennenswerten Rückfluß in umgekehrter Richtung“ gemeint. Er legte auf der Tagung dar, wie in den beiden großen karolingischen Nachfolgereichen allmählich eine Überlegenheit der französischen Bildung und Wissenschaft gegenüber Deutschland und seinen auf die administrative Praxis ausgerichteten Domschulen erwuchs. Im Gegensatz zur bisherigen Forschung beginnen für Ehlers auf dem Gebiet von Bildung und Wissenschaft nicht erst seit der Mitte des 12. Jahrhunderts, sondern schon seit den vierziger Jahren des 9. Jahrhunderts im West- und im Ostfränkischen Reich unterschiedliche Entwicklungen. Er macht dafür in Deutschland strukturbedingte Hindernisse verantwortlich. Die enge Bindung des Episkopats an das ottonisch-salische Königtum gab wenig Raum für wissenschaftliche Entfaltung.
Ehlers veröffentlichte 2004 eine Geschichte des westlichen Europa. Er verfolgt die von dort ausgehenden Impulse für das entstehende mittelalterliche Deutschland von der Spätantike bis zum Jahr 1190. Nach Ehlers ist „Deutschland erst in der Auseinandersetzung mit dem westlichen Europa entstanden“. „Deutschlands historisches Fundament“ besteht seiner Ansicht nach „aus verschiedenen Schichten: der römisch-christlichen bis in die Rheinlande und im Gebiet südlich der Donau, der gallo-fränkisch-christlich-sächsischen zwischen Rhein und Weser, der frankosächsisch-christlichen zwischen Weser und Elbe, schließlich der hochmittelalterlichen Ausbauzone in Richtung auf die Oder und darüber hinaus“. Das Buch gliedert sich in vier Hauptteile. Zunächst wird ausgehend von der Spätantike das „Europa der Karolinger“ beschrieben. Es folgen die „Entstehung der europäischen Nationen“ (Teil II) und „der europäischen Freiheit“ (Teil III). Der vierte Teil behandelt die „Emanzipation der europäischen Staaten“. Nach seiner Sichtweise vollzogen sich Neuerungen in Europa vor allem von West nach Ost. Dies gilt für die kirchliche Reformbewegung des 10. Jahrhunderts, für den intellektuellen Aufbruch, der von Frankreich ausging, aber auch für die ritterlich-höfische Kultur und für die Herausbildung der Administration, die in Paris und in der Normandie sehr viel straffer organisiert werden konnte. Nach Ehlers’ Sichtweise ermöglichte erst das Kaisertum Ottos des Großen 962 die Integration der verschiedenen Stämme zu einem deutschen Volk und verhinderte eine separate Ethnogenese der Franken, Bayern, Sachsen oder Schwaben. Ehlers vertritt im Abschnitt „Emanzipation der europäischen Staaten“ die These, dass sich England und Frankreich im Konflikt mit dem staufischen Kaiserreich und dem Papsttum emanzipiert hätten.
Ehlers veröffentlichte 2006 eine Einführung in die Geschichte und Kultur des Rittertums. Den Schwerpunkt legte er auf das Rittertum Westeuropas. Dabei werden auf 123 Seiten in 8 kurzen Kapiteln auch Informationen zur Ritterdichtung, zu den Ritterorden, zum Leben auf den Burgen, dem Herolds- und Wappenwesen, der Kampfesweise und den Gründen für das Ende des Rittertums im ausgehenden Mittelalter gegeben.
Ehlers befasst sich auch mit der französischen Geschichte im Spätmittelalter. Im Jahr 2009 publizierte er einen Überblick über die Geschichte des Hundertjährigen Krieges. In acht Kapiteln behandelt er in chronologischer Form den „Aufbau des Konflikts (1316–1345)“, den „gescheiterten Blitzkrieg (1346–1360)“, die „Könige und Heerführer (1361–1380)“, „Herzöge und Regentschaften (1380–1392)“, „Bourguignons und Armagnacs (1392–1420)“, die „Jungfrau von Orléans (1421–1431)“, „Wege zum Frieden (1431–1453)“ und den „Krieg und seine Folgen“. Der Krieg wird hinsichtlich seiner „gesamteuropäischen“ Folgen kontextualisiert. Er betraf – so Ehlers – auch „die benachbarten Reiche von Schottland bis Italien und Spanien, in besonderer Weise die deutschen Könige als Träger der Kaiserkrone des Heiligen Römischen Reiches“. Als Folgen des Hundertjährigen Krieges hebt Ehlers die „Konzentration der Kräfte bei der Krone“ und damit „eine auf den Absolutismus vorausweisende Entwicklung“ hervor. Französische Arbeiten stellen hingegen die direkte Verbindungslinie zum späteren Absolutismus zunehmend in Frage.

### Nationsforschung
Ehlers veröffentlichte wesentliche Untersuchungen über die Entstehung des mittelalterlichen deutschen Reiches. Von 1978 bis 1988 beteiligte er sich an dem von der DFG 1975 in Marburg eingerichteten Schwerpunktprogramm Die Entstehung der europäischen Nationen im Mittelalter. Dabei leitete er das Teilprojekt Frankreich (10.–13. Jahrhundert). In der dazu eröffneten Schriftenreihe des Projekts Nationes erschienen im achten Band die von Ehlers herausgegebenen Beiträge. Der Band geht auf eine von Ehlers im Februar 1986 an der Universität Braunschweig durchgeführte Tagung des Nationes-Schwerpunktes der DFG zum Thema „Ansätze und Diskontinuität deutscher Nationsbildung“ zurück. In seinem Beitrag Die deutsche Nation des Mittelalters als Gegenstand der Forschung stellt Ehlers ein Konzept von sechs Grundbestandteilen des mittelalterlichen Nationsbewusstseins auf, die von den Tagungsteilnehmern als „Braunschweiger Artikel“ bezeichnet werden. Dazu gehören (1) die Überzeugung, eine gemeinsame Geschichte zu haben, (2) die Wandlungs- und Anpassungsfähigkeit von Traditionen (3) politisch-staatliche Faktoren wie beispielsweise dynastische Kontinuität, (4) eine Herrschafts- bzw. Königstheorie, die den Monarchen auf das Land bezieht, (5) eine überzeugungssichernde Historiographie, in der orale Traditionen und politische Willensbildung verschmelzen konnten, (6) eine identifikationsstiftende politisch-geographische Terminologie. Im selben Beitrag macht Ehlers die frühangelegte Verbindung von Nation und Hegemonie als wesentlichen Grund für das Scheitern der deutschen Nationalstaatsbildung aus. Durch das Kaisertum hatte das Reich zugleich die Rolle als Hegemonialmacht übernommen. Diese Rolle war dauerhaft jedoch nicht durchzuhalten. Dagegen hatte Jürgen Miethke im selben Band die Ansicht vertreten, dass sich der römische Kaisergedanke räumlich auf das deutsche Königreich konzentriert und dadurch die Entwicklung eines frühmodernen Souveränitätsbegriffes gefördert habe. Demnach habe sich die Verbindung zwischen deutschem Königtum und römischer Kaiserwürde auf die Herausbildung eines deutschen Nationsbewusstseins positiv ausgewirkt. Ehlers untersucht die Nationsbildung besonders unter politischen, sprachlichen und ethnischen Aspekten und kommt zum Ergebnis, dass keiner dieser Aspekte den Prozess allein und ursächlich erklären kann. Nationsbildung könne keineswegs als Konfliktmodell verstanden werden und lasse sich auch nicht durch Überschichtung (Sieger / Besiegte), zivilisatorische Gegensätze (Hochsprache / Dialekte) oder Abgrenzungsbewusstsein (Xenophobie) erklären. Vielmehr meine der Begriff „Nation“ langfristig integrierte politische Großverbände. Ehlers wendet sich gegen die These Helmuth Plessners von der „verspäteten Nation“ und auch gegen die jüngere Vorstellung einer Nationsbildung im späten elften Jahrhundert. Er misst vielmehr dem zehnten Jahrhundert überragende Bedeutung bei.
Auf dem Deutschen Historikertag 1988 in Bamberg leitete Hagen Keller die Sektion „Gruppenbindung, Herrschaftsorganisation und Schriftkultur unter den Ottonen“. Ehlers referierte zum Thema „Schriftkultur, Ethnogenese und Nationsbildung in ottonischer Zeit“. Das „früh entwickelte Überlegenheitsgefühl der Sachsen“, die im 10. Jahrhundert den König stellten und daraus „einen Prioritätsanspruch ableiteten“, ist für Ehlers ein ganz wichtiges Hindernis für eine deutsche Ethnogenese im frühen Mittelalter gewesen. Die in Bamberg gehaltenen Vorträge von Joachim Ehlers, Gerd Althoff, Hagen Keller und Rudolf Schieffer erschienen 1989 in den Frühmittelalterlichen Studien und gelten als wichtiger Ausgangspunkt für eine Neubeurteilung der ottonischen Königsherrschaft.
Zur Enzyklopädie deutscher Geschichte trug Ehlers 1994 den Band Die Entstehung des deutschen Reiches bei, dessen vierte Auflage 2012 erschien. Dort bilanzierte er die wichtigsten Ergebnisse der mittelalterlichen Nationsforschung. Der Band umfasst gemäß der Konzeption der Reihe einen „enzyklopädischen Überblick“ (S. 3–62), „Grundprobleme und Tendenzen der Forschung“ (S. 63–110) und eine umfassende Bibliographie mit 431 Titeln. Ehlers behandelt die Forschungsgeschichte zur Ethnogenese, den deutschen Volksnamen (theodiscius, teutonicus), die Auflösung des Karolingerreichs, Sprache und Literatur sowie die Beziehungen des Königs zum Adel und zum Klerus. Seinen zusammenfassenden Überblick über die Entstehung des deutschen Reiches leitet er mit der Feststellung ein: „Die Rede vom deutschen Reich des Mittelalters ist ein Mythos. Dessen heute noch wirkende Form bildete sich endgültig im 19. Jahrhundert aus und erhielt mit der nationalen Bewegung, die in der Gründung des ‚Zweiten Kaiserreiches‘ 1871 gipfelte, politische Dynamik: Erwartungen des modernen Nationalstaates wurden auf das mittelalterliche Reich übertragen, aus dem Vergleich mit der als Weltmachtanspruch missverstandenen Autorität des älteren Imperiums legitimierte das neue Kaiserreich seine eigene Forderung nach zumindest europäischem Rang.“ Die ältere Forschung hatte noch ein Epochenjahr als Geburtsstunde des deutschen Reiches ausgemacht. Ehlers weist solche Ansätze zurück. Seine Ergebnisse machen auch althergebrachte Vorstellungen, nach denen das „Volk“ als überzeitlicher Träger des Deutschtums das deutsche Reich erschaffen habe, hinfällig. Das „Volk“ wird vielmehr als Produkt einer politischen Entwicklung angesehen: Es entstand zunächst ein Reich und dann ein Volk. Damit verliert auch das Sprachkriterium an Bedeutung. Es wird nicht mehr gefragt, wann sich aus einer deutschen Sprachgemeinschaft ein deutsches Reich gebildet habe, sondern seit wann das Reich der Ottonen und Salier „deutsches Reich“ (regnum Teutonicum), seine Bewohner „Deutsche“ (Teutones), ihr Siedlungsgebiet „Deutschland“ (Teutonica terra) oder „deutsche Lande“ (duitsche lant) heißt. Inhaltlich hebt Ehlers hervor, dass das 10. Jahrhundert für die Staaten- und Nationengeschichte Europas eine „Schlüsselzeit“ sei, „in der das römische Reich universal-retardierend gewirkt“ habe. Er kommt zum Fazit: „Der supragentile Charakter des Reiches war vorübergehend fränkisch, auf lange Zeit römisch, keineswegs aber deutsch“.
Ehlers veröffentlichte auch zahlreiche Studien über die Nationsbildung in Frankreich. Nach seinen Forschungen beginnt die französische Geschichte in den Jahren 888 bis 922. Große Bedeutung habe die Herrschaft Karls des Einfältigen. Unter diesem König seien die typischen Merkmale der französischen Monarchie des Mittelalters systematisiert oder zum Abschluss gebracht worden: politisches Autonomiebewusstsein, transpersonales Staatsdenken, faktische Beschränkung der Königsherrschaft auf den Norden des Landes, der Königstitel, die Königstheorie und ausgeprägtes Eigenbewusstsein. Die Königsmacht konzentrierte sich Ehlers zufolge auf die Francia und ab 911 auf Lothringen. In dieser Zeit trat „das spezifische Nebeneinander von Königtum und Fürstentum […] als politische Voraussetzung königlichen Handelns“ erstmals hervor. Als Reaktion auf die Wahl Konrads I. führte Karl im November 911 den Königstitel rex Francorum ein. Die neue Titulatur war „damit sowohl Reaktion auf die Wahl Konrads I. als auch Ausdruck seines neuen politischen Konzepts regionalisierter, konsolidierender Königsherrschaft.“
Die Verehrung des heiligen Dionysius, der im Mittelalter zunehmend zur Identifikationsfigur der französischen Nation wurde und den Status eines Nationalheiligen erlangte, war nach František Graus lange lokal begrenzt; noch am Ende des 11. Jahrhunderts sei ihm „keine besondere Bedeutung, weder in der Hagiographie, noch im Kult, noch in der historiographischen Bewußtseinsbildung des westfränkischen Reiches“ zugekommen. Im Gegensatz dazu weist Ehlers mit zahlreichen Belegen nach, dass im Zeitraum vom 6. bis zum 13. Jahrhundert der Dionysiuskult in der Historiographie und für die französische Staats- und Königsideologie eine große und ständig wachsende Bedeutung besaß.

### Braunschweig und Heinrich der Löwe
Ehlers veröffentlichte viele Aufsätze über die Welfen und Braunschweig. Nach Sichtung der historiographischen Nachrichten für die Datierung der Pfalz Gelnhausen kam Ehlers 1968 zum Ergebnis: „Ein königlicher Baubeginn vor 1157/58 erscheint ausgeschlossen, für die Zeit danach hat sich kein genügend sicherer Anhaltspunkt ergeben, über den Bauabschluß sind demzufolge nur Vermutungen möglich.“ Am Beispiel der spätmittelalterlichen Braunschweiger Historiographie zeigte er die enge institutionelle Bindung der Stadtgeschichtsschreibung an die städtische Verfassung auf. Über viele Jahre forschte er eingehend über Heinrich den Löwen. Er veröffentlichte Einzeluntersuchungen über die Beziehungen des Herzogs zum Haus Plantagenêt, über das Vorkommen des Löwen in den Urkunden Friedrich Barbarossas und sein Verhältnis zum sächsischen Episkopat sowie zur Literatur, Bildung und Wissenschaft an seinem Hof. Zur genaueren Beschreibung des Hofes Heinrichs des Löwen schlägt Ehlers die Trennung eines „Kernhofs“ und mehrerer „Außenhöfe“ vor. Das Merkmal der Angehörigen des Kernhofs sei die „langfristige Präsenz beim Herrn unabhängig vom jeweiligen Ort“. Geprägt worden sei der Kernhof von den Ministerialen und dem Hofklerus. Außenhöfe hätten sich hingegen an bestimmten Itinerarorten um den Herzog versammelt. Die begriffliche Unterscheidung wurde von Bernd Schütte für die Analyse des Hofes Philipps von Schwaben übernommen. Ehlers untersuchte auch die englischen Pipe Rolls. Dies führte zu neuen Einsichten in den materiellen Austausch zwischen dem englischen und dem welfischen Hof im 12. Jahrhundert. Die Untersuchungen der Pipe Rolls zeigten auch, wie intensiv der materielle Austausch zwischen dem englischen Hof und dem Hof Heinrichs des Löwen war. Dies war für Ehlers und seine akademische Schülerin Sybille Schröder der Anlass, der materiellen Hofkultur ein internationales Kolloquium zu widmen. Die Herausgabe der in Cumberland Lodge gehaltenen Vorträge vom Juli 2004 wurde von Werner Paravicini übernommen.
Mit Dietrich Kötzsche gab Ehlers 1998 die Beiträge des interdisziplinären Kolloquiums über den Reliquienschatz der St. Blasiuskirche in Braunschweig heraus, das in Berlin 1995, im Gedenkjahr Heinrichs des Löwen, stattgefunden hatte. Dabei analysierte er die Rechnungen des Königshofes für Reisen, Mitgift und Aussteuer anlässlich der Hochzeit Mathildes von England. Im Jahr 1997 hatte Ehlers ein knappes Lebensbild des Löwen veröffentlicht. Ehlers vermeidet darin den Begriff „Ostpolitik“, verneint eine „Städtepolitik“ und „Wirtschaftspolitik“, hält jedoch an einer „Territorialpolitik“ Heinrichs fest. Braunschweig habe erst nach Heinrichs Sturz 1180 durch die „erzwungene Beschränkung“ den Charakter einer Residenz angenommen. Wegen der Verbindungen zur anglo-normannischen Welt sieht er Heinrichs Herrschaft in „großer europäischer Perspektive“, zeigt aber auch die Grenzen dieser Machtentfaltung auf. Nach seiner Auffassung gelang es Heinrich nicht, „eine kohärente, nach außen vertretbare Rechtstheorie für seine Ambitionen und Regierungshandlungen zu entwickeln“. Auf der Grundlage zahlreicher Vorarbeiten und Einzelstudien publizierte er 2008 eine umfassende Biographie in zehn Großkapiteln, die die bisherige Darstellung von Karl Jordan (1979) als Referenzwerk ablöste. Er bescheinigt Heinrich bis zu seinem politischen Ende „politische Begabung, Energie, Durchsetzungsvermögen, geschickte Menschenführung“ sowie ein „hohes Maß an körperlicher Ausbildung und Einsatzfreue“. Mit seinen Forschungen ermöglichte Ehlers einen neuen Zugang zu Heinrich und den für dessen Herrschaft maßgeblichen Traditionen (Herkunft, Selbstverständnis), Gruppen (Ministeriale) und Institutionen (Hof).

### Geschichtsdenken, Geschichtsschreibung und Bildungsgeschichte im Hochmittelalter
Ehlers gilt wegen seiner 1973 veröffentlichten Habilitationsschrift über den Pariser Lehrer und Autor Hugo von St. Viktor und zahlreicher weiterer Publikationen als einer der besten Kenner der Geisteswelt des 12. Jahrhunderts. Er befasst sich in seiner Habilitation mit dem Geschichtsdenken und der Geschichtsschreibung des 12. Jahrhunderts anhand des Beispiels Hugos von St. Viktor, eines der wichtigsten Vertreter der Frühscholastik. Die letzte größere Untersuchung dazu stammt von Wilhelm A. Schneider aus dem Jahr 1933. Ehlers will das Werk des Theologen als „eine der wichtigsten Quellen […] für den Geist einer Epoche“ erschließen und die gemeinsamen Grundlagen von Theologie und Universalhistorie herausarbeiten. Dabei vertritt er in der langwierigen Diskussion über die Herkunft Hugos die These der sächsischen Abstammung.
Sein 1974 erschienener Aufsatz Monastische Theologie, historischer Sinn und Dialektik ist für Hans-Werner Goetz (1997) „nach wie vor einer der tiefgründigsten Beiträge über das Wissenschaftsverständnis des 12. Jahrhunderts“. Mit seinen Aufsätzen über Die hohen Schulen (1981) oder Deutsche Scholaren in Frankreich während 12. Jahrhunderts (1986) unternahm er erstmals überhaupt den Versuch einer sozialgeschichtlichen verstandenen Bildungsgeschichte.
In einer 1978 veröffentlichten verfassungs- und sozialgeschichtlichen Studie zum Bildungsweg Adalberts II. von Mainz will Ehlers klären, „ob zu dem hergebrachten ersten Auswahlkriterium der adligen Geburt ein Nachweis höherer Bildung trat, wann das geschah, mit welchem Gewicht und in welchen Bereichen“. Er kommt zum Schluss, dass Adalberts Ausbildung in Hildesheim, Reims, Paris und Montpellier nicht eine Voraussetzung für die Wahl zum Erzbischof war, sondern dem Zweck diente, „zusätzliche Fertigkeiten für sein Amt zu erwerben, das ihm auch ohne auswärtige Studien erreichbar gewesen wäre“. Im Jahr 1981 veröffentlichte er für das Neue Handbuch der Literaturwissenschaft den Beitrag über die historiographische Literatur.
Im Jahr 2013 legte Ehlers eine Biographie des bedeutenden mittelalterlichen Geschichtsschreibers Otto von Freising vor. Dieser war zwar als Verfasser zweier wichtiger historiographischer Werke schon öfters Gegenstand der Forschung gewesen, doch fehlte bislang eine eingehende biographische Untersuchung. Ehlers sieht Otto als Träger mehrerer konkurrierender Rollen von einem zentralen Punkt, dem Pariser Studienaufenthalt, aus und bringt diesen mit den Kernaussagen der beiden Geschichtswerke in Zusammenhang. Im bewegenden Zentrum der Geschichte stehe für Otto nicht Gott, sondern der gut oder – meistens – böse handelnde Mensch. Ehlers beschreibt Otto als „depressive[n] Außenposten im wissenschaftlichen Optimismus der Frühscholastik“. Insgesamt charakterisiert er ihn als „von Natur aus vorsichtig und zurückhaltend, als Bischof Vertreter der Institution, intellektuell zweifellos modern, spirituell (soweit wir das überhaupt wissen können) eher konservativ, letztlich unsicher und noch in der Todesstunde kompromißbereit“.

### Sachsen und Ottonen
Ehlers befasste sich in verschiedenen Beiträgen mit Sachsen und den Ottonen. Für das Lexikon des Mittelalters verfasste er den Beitrag über Sachsen. In einem 2001 erschienenen Aufsatz untersuchte er die „Raumvorstellungen und topographischen Bewertungen in Sachsen zur Zeit Ottos des Großen“. Als Quellen zog er vor allem Widukind von Corvey, den „Continuator Reginonis“, Thietmar von Merseburg sowie die Urkunden Heinrichs I. und Ottos I. heran. Sachsens Raumstruktur manifestierte sich nach Ehlers’ Ergebnissen durch karolingerzeitliche Bistumsgründungen und im Aufbau von Pfalzen und Königshöfen durch Heinrich I. und Otto I. Die unpräzisen Angaben der Autoren dazu erklärte er weniger aus historiographischer Nachlässigkeit als aus der tatsächlichen Lage. Er kam zum Fazit, dass Sachsens „politisch-administrative Topographie noch weitgehend unbestimmt, nach mehreren Schwerpunkten entwicklungsfähig, mithin ohne verbindliches und leicht erkennbares Profil“ gewesen sei. In einem weiteren Beitrag plädierte er für einen behutsamen und reflektierten Umgang mit dem Ausdruck „historische Landschaft“, bei dem nicht von der Gegenwart ausgegangen werden dürfe. Er befasste sich mit der Entwicklung Sachsens vom 6. bis zum 13. Jahrhundert als historischer Landschaft. Durch die fränkische Reichsteilung gewann Sachsen räumliche Kontur und fand durch die Bistumsorganisation der Karolinger um 800 zu einer dauerhaften Binnenstruktur. Die Auseinandersetzung mit dem Königtum von der zweiten Hälfte des 11. Jahrhunderts bis zum Sturz Heinrichs des Löwen war laut Ehlers entscheidend für die Aufgliederung des sächsischen Raumes in die geistlichen und weltlichen Territorien des Spätmittelalters.
Im Rahmen des von der DFG unterstützten Forschungsprojekts Tod und Grablege der römisch-deutschen Könige des [hohen] Mittelalters erstrebte Ehlers eine möglichst vollständige Betrachtung aller Aspekte des historischen Phänomens Tod, Begräbnis und Grablege der römisch-deutschen Könige des Mittelalters für die Zeit vom Tod Konrads I. 918 bis zum Tod Friedrichs II. 1250. Das erste Kapitel befasst sich mit dem Tod des Königs. Dabei werden Todestag, Todesursache und Sterbeort geklärt. Auch die Umgebung des sterbenden Königs und das Zeremoniell sollen erkundet werden. Der zweite Teil fragt nach der Vorbereitung der Bestattung. Das dritte Kapitel widmet sich der Beisetzung. Das vierte Kapitel verzeichnet die Aufenthalte zu Lebzeiten, wobei Verkehrslage und Siedlungsgeographie berücksichtigt werden. Dadurch soll die jeweilige Bedeutung als Zentralort festgestellt werden. Im fünften Teil wird die Lage der Grabkirche und ihre Funktion als Dom-, Stifts- oder Klosterkirche benannt. Das sechste Kapitel beschäftigt sich mit der Frage nach der Gestaltung der Grablege. Diese Methodik wurde von Rudolf J. Meyer für das Spätmittelalter übernommen. Ehlers wandte seine Methodik vor allem auf die Ottonenzeit an. Er untersuchte die Bedeutung der Grablegen der ottonischen Herrscher für deren Herrschaftsverständnis. Die Ottonen ließen sich in Stiftskirchen bestatten und gaben damit den karolingischen Brauch der Bestattung in Klöstern auf. Heinrich I., Otto I. und Heinrich II. hatten für ihre Grablegen vorgesorgt; sie wurden an Orten beigesetzt, an denen sich das jeweilige Lebenswerk exemplarisch verdichtete. Bei Otto II. und Otto III. lässt sich angesichts ihres unerwarteten Todes eine derartige Vorsorge nicht erkennen.
In einem 1994 veröffentlichten Aufsatz geht Ehlers im Gegensatz zu Ernst Schubert davon aus, dass Otto II. Memleben nicht als Grablege für sich vorgesehen oder gar als neuen Bischofssitz anstelle Merseburgs in Erwägung gezogen habe. Ehlers zog einen Zusammenhang zwischen der Gründung des Klosters Memleben (979) und der Auflösung des Bistums Merseburg (981). Er hat die Gründung des Klosters als „ausgleichende Gedächtnisstiftung“ für Otto den Großen angesehen. Einen Zusammenhang mit der Aufhebung Merseburgs nahm auch Thomas Vogtherr (2001) an. Widerspruch zur Kompensationsthese äußerten Johannes Fried (1996), Ernst-Dieter Hehl (1997), und Wolfgang Huschner (2003). Über die Rolle Theophanus und Adelheids bei der Gründung des Klosters besteht eine Forschungskontroverse. Ehlers nimmt an, dass bereits die Kaiserin Adelheid Maßnahmen unternommen hätte, um in Memleben ein Kloster zu Ehren ihres verstorbenen Gemahls zu gründen. Nach Fried hingegen hätte Adelheid, in Konkurrenz zu Theophanu, die Memleben förderte, für die Gedächtnispflege ihres Mannes in Magdeburg sich entschieden.
Auf der im März 1994 von Gerd Althoff und Ernst Schubert geleiteten Tagung des Konstanzer Arbeitskreises auf der Insel Reichenau zum Thema „Herrschaftsrepräsentation im ottonischen Sachsen“ befasste Ehlers sich mit Heinrich I. und Quedlinburg. Die Bedeutung Quedlinburgs für Heinrich untersucht er exemplarisch, um den „Zusammenhang von Zentralort und Lebenswerk, Repräsentation und Herrschaft, Totengedenken und Kontinuität, adliger Familie und königlicher Dynastie“ zu erhellen.
In einem 1999 veröffentlichten Beitrag stellt Ehlers bei den sächsischen Geschichtsschreibern seit der Mitte des 9. Jahrhunderts eine enge Verbindung zwischen Sachsenmission und Kaisertum Karls des Großen fest. Die Erinnerung an die Gewaltmission infolge einer militärischen Niederlage wurde dabei bewusst abgeschwächt. Dieses harmonisierende Vergangenheitsbild sächsischer Historiographen interpretiert Ehlers als Beleg „eines neuen gentilen Bewußtseins“, das dazu diente, das „Selbstbewußtsein“ der sächsischen Führungsschicht zu erhalten. Daran anknüpfend fragt Ehlers, ob die Synthese von Kaisertum und Sachsenmission für die Kaiserkrönung Ottos I. eine „sächsisch-traditionale, historisch aufweisbare und christlich-eschatologische Legitimation“ für ein „nichtrömisches Kaisertum“ geliefert hätte. Angesichts der Bedeutung der Kaiserwürde für die Stabilisierung des ottonischen Reiches ist für Ehlers das Weiterwirken einer im 9. Jahrhundert entwickelten „spezifisch sächsischen Kaisertheorie“ naheliegend. Die theoretischen Voraussetzungen für die Entwicklung eines „imperial und eschatologisch bestimmten Reichsgedankens als die mittelalterliche Form deutschen Nationalbewußtseins“ könnten im sächsischen 9. Jahrhundert ausgemacht werden.

## Schriften (Auswahl)
Ein Schriftenverzeichnis erschien in: Bernd Schneidmüller, Martin Kintzinger (Hrsg.): Joachim Ehlers. Ausgewählte Aufsätze (= Berliner Historische Studien. Bd. 21). Duncker & Humblot, Berlin 1996, ISBN 3-428-08741-0, S. 579–584.
Monographien
- Otto von Freising. Ein Intellektueller im Mittelalter. Eine Biographie. Beck, München 2013, ISBN 978-3-406-65478-7.
- Der Hundertjährige Krieg (= Beck’sche Reihe, 2475; C. H. Beck Wissen). Beck, München 2009, ISBN 978-3-406-56275-4 (2. Auflage 2012).
- Heinrich der Löwe. Biographie. Siedler, München 2008, ISBN 978-3-88680-787-1 (Bibliographisch aktualisierte Ausgabe. wbg Theiss 2021, Darmstadt 2021, ISBN 978-3-8062-4397-0).
- Die Ritter. Geschichte und Kultur (= Beck’sche Reihe, 2392; C. H. Beck Wissen). Beck, München 2006, ISBN 3-406-50892-8 (2. Auflage. München 2009, ISBN 978-3-406-50892-9).
- Die Deutschen und das europäische Mittelalter. Band 3: Das westliche Europa. Siedler, München 2004, ISBN 3-88680-759-2.
- Die Kapetinger (= Urban-Taschenbücher. Bd. 471). Kohlhammer, Stuttgart u. a. 2000, ISBN 3-17-014233-X.
- Heinrich der Löwe. Europäisches Fürstentum im Hochmittelalter (= Persönlichkeit und Geschichte. Bd. 154/155). Muster-Schmidt, Göttingen u. a. 1997, ISBN 3-7881-0149-0.
- Die Entstehung des deutschen Reiches (= Enzyklopädie deutscher Geschichte. Bd. 31). Oldenbourg, München 1994, ISBN 3-486-55738-6 (4. Auflage. München 2012, ISBN 978-3-486-71721-1).
- Geschichte Frankreichs im Mittelalter. Kohlhammer, Stuttgart u. a. 1987, ISBN 3-17-009801-2 (Vollständig überarbeitete Neuausgabe. Primus, Darmstadt 2009, ISBN 978-3-89678-668-5).
- Frankreich im Mittelalter. Von der Merowingerzeit bis zum Tode Ludwigs IX. (5./6. Jahrhundert bis 1270) (= Historische Zeitschrift. Sonderhefte 11, ISSN 0018-2613). Oldenbourg, München 1982.
- Hugo von St. Viktor. Studien zum Geschichtsdenken und zur Geschichtsschreibung des 12. Jahrhunderts (= Frankfurter historische Abhandlungen. Bd. 7). Steiner, Wiesbaden 1973.
- Die Wehrverfassung der Stadt Hamburg im 17. und 18. Jahrhundert (= Wehrwissenschaftliche Forschungen. Abteilung Militärgeschichtliche Studien. Bd. 1, ZDB-ID 1173304-4). Boldt, Boppard 1966.

Herausgebertätigkeit
- Deutschland und der Westen Europas im Mittelalter (= Konstanzer Arbeitskreis für Mittelalterliche Geschichte. Vorträge und Forschungen. Bd. 56). Thorbecke, Stuttgart 2002, ISBN 3-7995-6656-2.
- mit Dietrich Kötzsche: Der Welfenschatz und sein Umkreis. von Zabern, Mainz 1998, ISBN 3-8053-2402-2.
- mit Heribert Müller und Bernd Schneidmüller: Die französischen Könige des Mittelalters. Von Odo bis Karl VIII. 888–1498. Beck, München 1996, ISBN 3-406-40446-4.
- Ansätze und Diskontinuität deutscher Nationsbildung im Mittelalter (= Nationes. Bd. 8). Thorbecke, Sigmaringen 1989, ISBN 3-7995-6108-0.